# Rawa Boni
Rawa Boni is een bestuurslaag in het regentschap Tangerang van de provincie Banten, Indonesië. Rawa Boni telt 7074 inwoners (volkstelling 2010).